# 小規模作業所
小規模作業所（しょうきぼさぎょうしょ）とは、障害によって働く事が困難な障害者を草の根レベルで日中の活動をサポートする福祉施設である。共同作業所（きょうどうさぎょうしょ）、単に作業所と呼ぶこともある。
現在は障害者自立支援法の施行に伴い、地域活動支援センターⅢ型に移行している。

## 概要

### 精神障害者
1970年代半ばから設置運動が始まった法定外施設である。1980年代にその設置が本格化した。